# Aušrinė Norkienė
Aušrinė Norkienė (ur. 12 stycznia 1975 w m. Pogromoncie) – litewska polityk i działaczka samorządowa, posłanka na Sejm Republiki Litewskiej.

## Życiorys
W 1996 uzyskała dyplom z nauczania początkowego i nauczania muzyki w Szawelskim Instytucie Pedagogicznym. Absolwentka studiów magisterskich z pedagogiki rodzinnej na Uniwersytecie w Kłajpedzie (1998) oraz administracji publicznej na Uniwersytecie Technicznym w Kownie (2012). Przez dziesięć lat pracowała w oświacie. W 2007 dołączyła do Litewskiego Związku Rolników i Zielonych. Została zatrudniona w administracji rejonu tauroskiego. Była doradczynią i asystentką burmistrza, od 2010 zastępczynią dyrektora administracji, a od 2015 wiceburmistrzem.
W wyborach w 2016 uzyskała mandat posłanki na Sejm Republiki Litewskiej. W 2020 i 2024 z powodzeniem ubiegała się o poselską reelekcję.